# Chlorophytum nidulans
Chlorophytum nidulans là một loài thực vật có hoa trong họ Măng tây. Loài này được (Baker) Brenan mô tả khoa học đầu tiên năm 1954.